# Eóganacht Glendamnach
Les Eóganacht Glendamnach forment une branche de la famille des Eóganachta, la dynastie régnante du royaume de Munster (en irlandais : Muman) du Ve siècle au Xe siècle. Ils tirent leur nom de Glendamnach, aujourd'hui Glanworth, situé à une quarantaine de kilomètres de la ville de Cork. Ils descendent d'Óengus mac Nad Froích (mort vers 489), le premier roi chrétien de Muman, par son fils Eochaid mac Óengusa (mort en 522) et son petit-fils Crimthann Srem mac Echado (mort vers 542). 
Les trois branches cousines des Eóganacht Glendamnach, des Eóganacht Chaisil et des Eóganacht Áine occupèrent tour à tour le trône selon un système de rotation permanent. Pourtant, les listes des rois donnent à la branche de Glendamnach le quasi-monopole des souverains du VIe siècle. Toutefois, les Laud Synchronisms furent probablement écrits au milieu du VIIIe siècle à Cloyne, près de Cork, un monastère favorable à la branche de Glendamnach, ce qui rend douteuses certaines de ses attributions. 
Le dernier roi de cette branche mourut en 821. Plus tard, ils donnèrent naissance au sept des Ó Caiomh, nom devenu O'Keeffe dans sa version plus moderne. 
Le poème de Luccreth moccu Chíara (vers 665) commençant par Cú cen Máthair maith cland est une généalogie de Cathal Cú-cen-máthair des Eóganacht Glendamnach. 

## Généalogie des Eóganacht Glendamnach
(en caractères gras, les individus ayant régné)
- Conall Corc mac Lugaid, fondateur de Cashel.
  - Nad Froích mac Cuirc
    - Ailill, à l'origine de la branche des Eóganacht Áine.
    - Óengus mac Nad Froích, † v. 489, premier roi chrétien de Muman.
      - Eochaid mac Óengusa, † v. 522.
        - Crimthann Dearcon mac Echado, à l'origine de la branche des Eóganacht Airthir Chlíach.
        - Crimthann Srem mac Echado, † v. 542.
          - Coirpre Cromm mac Crimthainn, † v. 577.
            - Áed Fland Cathrach
              - Cathal mac Áedo, † v. 627.
                - Cathal Cú-cen-máthair, † v. 665.
                  - Finguine mac Cathail Con-cen-máthair, † v. 696.
                    - Cathal mac Finguine, † v. 742.
                      - Artrí mac Cathail, † v. 821.
                        - Tnúthgal mac Artrach ([2]?), † v. 807.

                  - Ailill mac Cathail Con-cen-máthair, † v. 701.

            - Feidlimid mac Coirpri Chruimm (?), † v. 596.

      - Feidlimid mac Óengusa, † v. 500, à l'origine de la branche des Eóganacht Chaisil.

  - Caipre Luachra mac Cuirc, à l'origine de la branche des Eóganacht Locha Léin.
  - Mac Cass, à l'origine de la branche des Eóganacht Raithleann.

## Sources
- (en) Francis J. Byrne, Irish Kings and High-Kings, Table 12, Four Courts Press, Dublin (2001).  (ISBN 978-1-85182-196-9).
- (en) Thomas M. Charles-Edwards, Early Christian Ireland, Cambridge University Press, Cambridge (2000).  (ISBN 0-521-36395-0).
- (en) Histoire de l'Irlande en cartes